# Постниковское сельское поселение
Постниковское се́льское поселе́ние — упразднённое муниципальное образование в Ижморском районе Кемеровской области Российской Федерации.
Административный центр — село Постниково.

## История
Статус и границы сельского поселения установлены Законом Кемеровской области от 17 декабря 2004 года № 104-ОЗ «О статусе и границах муниципальных образований»

## Население
| 2010 | 2011  | 2012  | 2013  | 2014  | 2015  | 2016 |
| ---- | ----- | ----- | ----- | ----- | ----- | ---- |
| 1215 | ↘1212 | ↘1132 | ↘1094 | ↘1059 | ↘1019 | ↘991 |
| 2017 | 2018  | 2019  |       |       |       |      |
| ↘970 | ↘953  | ↘918  |       |       |       |      |

## Состав сельского поселения
| № | Населённый пункт | Тип населённого пункта       | Население |
| - | ---------------- | ---------------------------- | --------- |
| 1 | Берикуль         | село                         | 321       |
| 2 | Большая Песчанка | деревня                      | 85        |
| 3 | Постниково       | село, административный центр | 503       |
| 4 | Почитанка        | село                         | 306       |
| 5 | Разъезд 3669 км  | разъезд                      | 0         |

## Статистика
На территории насчитывается 4 села, где проживает 1203 человека, расположено 3 школы, 3 детских сада, 4 дома культуры, 4 мед пункта, 9 торговых точек, 1 кафе, 3 почтовых отделения связи.
Предприятия сельского хозяйства представлены ООО «Постниково Агро» и СПК «Едигаровых».